# 前山町 (伊勢市)
前山町（まえやまちょう）は伊勢市の地名。藤里町、佐八町などに隣接する。住居表示未実施。

## 概略
現在、岡本２丁目に位置する教王山神宮寺金剛院世義寺は、天明年間に聖武天皇の勅願を奉じ、行基が前山町亀谷郷に建立したと伝えられている。中世、外宮宮域の西に移り、寛文10 年の山田の大火には幸い類焼を免れたが、神域と寺門を接するのを憂えた山田奉行によって現在地に転じた。（詳しくは「世義寺」を参照）
「前山」は外宮御山に隣接し、他領とならない地勢のはずだったが、乱世の頃から一宇郷に属した。山田から前山の薪を採るに際しては、山手と称し、年貢を一宇郷に出していた。山田の人民はこのことを当時の奉行花房志摩守幸次に嘆願したところ、その推挙を得て、寛永16年9月10日、願いの趣向を聞き届けられ、前山の地は、先規のように神領に復した。
勢田村、旭村、藤里村、大倉村、佐八村、津村とともに宮本村を構成した。
慶應4年7月6日（1868年8月23日） - 伊勢神宮領・山田奉行の管轄地域などが度会府の管轄となる。
明治2年伊勢外宮領前山郷の一部より旭村・藤里村・前山村が起立。（4町171村14浦8竈）
明治9年（1876年）（3町160村14浦6竈）
- 伊勢外宮領前山郷の一部（通称・六合村）より勢田村が起立。

明治12年（1879年） 2月5日 - 郡区町村編制法の三重県での施行により、行政区画としての度会郡が発足。郡役所が宇治山田町[11]に設置。
明治22年4月1日～：宮本村
昭和18年12月1日宇治山田市に編入
昭和30年1月1日改称して伊勢市
昭和19年4月1日、大字を「大字前山」から「前山町」に、他の大字とともに変更。

## 「前山」という山
豊宮崎の南に位置する高岳である。西に至って鷲嶺と名づけられる、東に位置する内宮城の犬牙する所は鼓岳という。それぞれ一山であって連続している。内宮城からみると酉戌の位置にあたり、前山と呼ばれ、またその南は奥山と称せられる。前山の旧名は旧記に「左貴山」といい、これは「前」の意であろう。一説には、外宮城高倉山に南北に対し、その前に向うため、この名前となったという。あるいは、往古は大和都より河俣谷を経て田丸府にいたり、佐八村より宮河を渉て、前山を経て宇治郷の浦田坂に至るのを内宮に詣る途次とした、その時は外宮の前を望み到るため、前山というのだともいわれる。現在は外宮城の後ろにあって、前山と称すべき意はない。古今の沿革は未詳で、江戸後期、佐八より谿路を経て間道があるが、樵夫の路であり古昔の官遣の形勢ではない。これは田丸城以東の村落の詣人が私的に通った路なのであろうと思われる。当時の土俗では旧る道と称せられた。

## 小字
長尾谷､ 名吉谷､ 東山､ 亀谷郡､ 中之尾､ 河原谷､ 西ノ屋敷､ 井戸谷､ 白石､ 前林､ 赤谷､大曽谷､ 境目谷､ 一之谷､ 西山､ 小長谷､ 長谷､ 鞍骨､ 室ヶ谷､ 宮出河内､ 峯､ 茶ノ木谷､ 口ナシ､ 八島､ 久保垣外､ 蚖谷（まむしだに）､ 大倉谷､ 大倉谷西側､ 松尾､ 笹尾､ 赤穂谷､ 南谷､ 大倉南谷､ 割谷､ 鍛冶屋谷､ 行員谷､ 鍋ヶ谷､ 谷田､ 赤坂谷､ 西世古谷､ 杣ヶ谷､ 口城山､ 小田子､ 奥城山及び馬谷